# Dick Howard (calciatore)
Richard James Howard, meglio conosciuto come Dick Howard (Bromborough, 10 giugno 1943), è un giornalista ed ex calciatore inglese naturalizzato canadese, di ruolo portiere.

## Biografia
Nato in Inghilterra, si trasferì in Canada, ottenendone anche la nazionalità. Si è laureato alla State University of New York di Brockport.
Lasciato il calcio giocato, collabora con la Federazione calcistica del Canada e quella di Saint Kitts e Nevis.
Diventa commentatore televisivo, editorialista e corrispondente sportivo per l'estero per il calcio canadese.

## Carriera

### Club
Inizia la carriera in Inghilterra nel Chester, con cui ottiene il settimo posto nella Fourth Division 1965-1966.
Si trasferisce poi in Canada, ove gioca con l'Hamilton Primos, club con cui raggiunge la finale della NSL 1967.
Nel 1968, viene ingaggiato dagli statunitensi del Detroit Cougars, per disputare la prima edizione della North American Soccer League. Con il club di Detroit ottiene il quarto ed ultimo posto della Lakes Division.
Terminata l'esperienza con i Cougars, passa ai Rochester Lancers, club della ASL, con cui raggiunge la finale nel torneo 1968, persa contro i Washington Darts. Dalla stagione 1970 Howard con i suoi Lancers milita nella NASL, vincendo il torneo nella stagione d'esordio.
Prima dell'inizio della stagione 1971 viene acquistato dagli esordienti nella NASL del Toronto Metros, primo giocatore a formare per i canadesi.
Milita con il club di Toronto sino al 1974, ottenendo come miglior risultato il raggiungimento della semifinale nella stagione 1973, perdendola contro i futuri campioni del Philadelphia Atoms.

### Nazionale
Howard, naturalizzato canadese, ha giocato cinque incontri con la nazionale di calcio del Canada.

## Statistiche

### Cronologia presenze e reti in Nazionale
| Cronologia completa delle presenze e delle reti in nazionale ― Canada | Cronologia completa delle presenze e delle reti in nazionale ― Canada | Cronologia completa delle presenze e delle reti in nazionale ― Canada | Cronologia completa delle presenze e delle reti in nazionale ― Canada | Cronologia completa delle presenze e delle reti in nazionale ― Canada | Cronologia completa delle presenze e delle reti in nazionale ― Canada | Cronologia completa delle presenze e delle reti in nazionale ― Canada | Cronologia completa delle presenze e delle reti in nazionale ― Canada |
| Data                                                                  | Città                                                                 | In casa                                                               | Risultato                                                             | Ospiti                                                                | Competizione                                                          | Reti                                                                  | Note                                                                  |
| --------------------------------------------------------------------- | --------------------------------------------------------------------- | --------------------------------------------------------------------- | --------------------------------------------------------------------- | --------------------------------------------------------------------- | --------------------------------------------------------------------- | --------------------------------------------------------------------- | --------------------------------------------------------------------- |
| 20-8-1972                                                             | Saint John's                                                          | Canada                                                                | 3 – 2                                                                 | Stati Uniti                                                           | Qual. Mondiali 1974                                                   | -2                                                                    |                                                                       |
| 24-8-1972                                                             | Toronto                                                               | Canada                                                                | 0 – 1                                                                 | Messico                                                               | Qual. Mondiali 1974                                                   | -1                                                                    |                                                                       |
| 29-8-1972                                                             | Baltimora                                                             | Stati Uniti                                                           | 2 – 2                                                                 | Canada                                                                | Qual. Mondiali 1974                                                   | -2                                                                    |                                                                       |
| 5-9-1972                                                              | Città del Messico                                                     | Messico                                                               | 2 – 1                                                                 | Canada                                                                | Qual. Mondiali 1974                                                   | -2                                                                    |                                                                       |
| 10-11-1973                                                            | Port-au-Prince                                                        | Haiti                                                                 | 5 – 1                                                                 | Canada                                                                | Amichevole                                                            | -5                                                                    |                                                                       |
| Totale                                                                |                                                                       | Presenze                                                              | 5                                                                     |                                                                       | Reti                                                                  | -12                                                                   |                                                                       |

## Palmarès

### Club
- Campionato NASL: 1

Rochester Lancers: 1970